# Bahnstrecke Montreux-Vieux–Lauw
| Streckenlänge: | 20 km                |                                                    |                                                    |
| Spurweite: | 1435 mm (Normalspur) |                                                    |                                                    |
| Zweigleisigkeit: | nein                 |                                                    |                                                    |
| |                      |                                                    |                                                    |
| \| \| \| Bahnstrecke Cernay–Sewen von Sewen \| \| \| \| \| Lauw \| \| \| \| \| Bahnstrecke Cernay–Sewen nach Cernay \| \| \| \| \| Bahnstrecke Belfort–Sentheim v. Sentheim (1000 mm) \| \| \| \| \| Mortzwiller \| \| \| \| \| Grenze Haut-Rhin / Territoire de Belfort \| \| \| \| \| Bahnstrecke Belfort–Sentheim von Belfort \| \| \| \| \| Bahnstrecke Paris–Mulhouse von Paris \| \| \| \| \| Montreux-Vieux \| \| \| \| \| \| Bahnstrecke Paris–Mulhouse nach Mulhouse \| |                      |                                                    |                                                    |
| Strecke (außer Betrieb) |                      | Bahnstrecke Cernay–Sewen von Sewen                 | Bahnstrecke Cernay–Sewen von Sewen                 |
| Bahnhof (Strecke außer Betrieb) |                      | Lauw                                               | Lauw                                               |
| Abzweig geradeaus und nach links (Strecke außer Betrieb) |                      | Bahnstrecke Cernay–Sewen nach Cernay               | Bahnstrecke Cernay–Sewen nach Cernay               |
| Strecke · Strecke von links (außer Betrieb) |                      | Bahnstrecke Belfort–Sentheim v. Sentheim (1000 mm) | Bahnstrecke Belfort–Sentheim v. Sentheim (1000 mm) |
| Abzweig nach links und von links (Strecke außer Betrieb) · Kreuzung · Kopfbahnhof Streckenende und quer (Strecke außer Betrieb) |                      | Mortzwiller                                        | Mortzwiller                                        |
| Grenze (Strecke außer Betrieb) · Grenze |                      | Grenze Haut-Rhin / Territoire de Belfort           | Grenze Haut-Rhin / Territoire de Belfort           |
| Strecke quer · Kreuzung · Strecke nach rechts (außer Betrieb) |                      | Bahnstrecke Belfort–Sentheim von Belfort           | Bahnstrecke Belfort–Sentheim von Belfort           |
| Abzweig ehemals geradeaus, ehemals nach rechts und von rechts |                      | Bahnstrecke Paris–Mulhouse von Paris               | Bahnstrecke Paris–Mulhouse von Paris               |
| Bahnhof |                      | Montreux-Vieux                                     | Montreux-Vieux                                     |
| Strecke |                      |                                                    | Bahnstrecke Paris–Mulhouse nach Mulhouse           |

Die Bahnstrecke Montreux-Vieux–Lauw wurde 1914 als französische Militärbahn errichtet.

## Geografische Lage
Die Strecke verläuft von Nord nach Süd parallel zum Kamm der Vogesen und verbindet den Bahnhof von Lauw an der Bahnstrecke Cernay–Sewen mit dem Bahnhof Montreux-Vieux an der Bahnstrecke Paris–Mulhouse.

## Geschichte
Kurz nach Ausbruch des Ersten Weltkriegs gelang es Verbänden der französischen 1. Armee unter General Pau beim Vorstoß auf Mülhausen bereits am 6. August 1914 den Bahnhof und die Gemeinde Montreux-Vieux zu besetzen. Die Front verlief in der Folgezeit statisch im Bereich des Kammes der Vogesen.
Um die Versorgung ihrer Truppen sicherzustellen, errichteten Pioniere der französischen Armee schon 1914 die Bahnstrecke Montreux-Vieux–Lauw unmittelbar hinter und östlich der Frontlinie. Sie wurde nach dem Krieg der zivilen Eisenbahn übereignet, aber bereits 1925 mangels Fahrgästen der Verkehr eingestellt, zum 23. Juli 1927 auch stillgelegt und anschließend abgebaut.

## Technische Merkmale
Die Strecke wurde in Normalspur gebaut, war eingleisig und hatte eine Länge von etwa 20 km. Es gab keine Unterwegsbahnhöfe außer Mortzwiller, das als Kopf einer Spitzkehre erforderlich war. Unterwegs kreuzte die Strecke in der Nähe des Bahnhofs Mortzwiller zweimal die Gleise der schmalspurigen Bahnstrecke Belfort–Sentheim der Compagnie des Chemins de fer Intérêt local du Territoire de Belfort.